# Cerodirphia
Cerodirphia — род чешуекрылых из семейства павлиноглазок и подсемейства Hemileucinae.

## Систематика
В состав рода входят:
- Cerodirphia speciosa (Cramer, 1777) — Суринам, Коста-Рика, Панама, Эквадор
- Cerodirphia candida Lemaire, 1969 — Эквадор
- Cerodirphia mota Druce, 1909
- Cerodirphia nadiana (Lemaire, 1975)
- Cerodirphia rubripes (Draudt, 1930) — Бразилия (Бассейн Парана, Жоинвиль)
- Cerodirphia wellingi Lemaire, 1973 — Мексика